# Condado de Washita
O Condado de Washita é um dos 77 condados do estado americano do Oklahoma. A sede do condado é New Cordell, que é também a sua maior cidade (anteriormente a sede era Cloud Chief).
O condado tem uma área de 2 613 km² (dos quais 15 km² estão cobertos por água), uma população de 11 508 habitantes, e uma densidade populacional de 4 hab/km² (segundo o censo nacional de 2000). O condado foi fundado em 1897 e recebeu o seu nome a partir do rio Washita.
O condado está localizado na parte oeste do antigo Território de Oklahoma, um território incorporado nos Estados Unidos que existiu de 1890 a 1907, quando foi anexado ao Território Indígena.

Mapa rodoviário do condado de Washita

## Condados adjacentes
- Condado de Custer (norte)
- Condado de Caddo (leste)
- Condado de Kiowa (sul)
- Condado de Beckham (oeste)

## Cidades e vilas
- Bessie
- Burns Flat
- Canute
- Cloud Chief
- Colony
- Corn
- Dill City
- Foss
- New Cordell
- Rocky
- Sentinel